# لورين هال
لورين هال (بالإنجليزية: Lauren Hall)‏ هي دراجة أمريكية، ولدت في 2 فبراير 1979 في فيكسبيرغ في الولايات المتحدة.

## سجل الفوز

### سباقات أو مراحل فاز بها
| التاريخ       | السباق                                                           | المركز                  |
| ------------- | ---------------------------------------------------------------- | ----------------------- |
| 01 يناير 2012 | 2012 Giro della Toscana Int. Femminile – Memorial Michela Fanini | المركز الثاني           |
| 24 يونيو 2012 | سباق الطريق للسيدات في بطولة الولايات المتحدة 2012               | المركز الثاني           |
| 18 مايو 2013  | جائزة غاتينو الكبرى للدراجات 2013                                | الرابع في التصنيف العام |
| 20 مايو 2013  | Chrono Gatineau Woman 2013                                       | الخامس في التصنيف العام |
| 27 مايو 2013  | سباق الطريق للسيدات في بطولة الولايات المتحدة 2013               | المركز الثاني           |
| 30 مارس 2014  | غنت-وفلجم للسيدات 2014                                           | الفائز في التصنيف العام |
| 11 مايو 2014  | طواف النساء 2014                                                 | التاسع في التصنيف العام |
| 01 يونيو 2014 | دراجات فيلادلفيا الكلاسيكية 2014                                 | المركز الثالث           |
| 06 يونيو 2014 | Chrono Gatineau Woman 2014                                       | السادس في التصنيف العام |
| 07 يونيو 2018 | جائزة غاتينو الكبرى للدراجات 2018                                | الفائز في التصنيف العام |

## وصلات خارجية
- الموقع الرسمي
- لورين هال على موقع الاتحاد الدولي للدراجات (الإنجليزية)
- لورين هال على موقع أرشيف الدراجات (الإنجليزية)
- لورين هال على موقع إحصائيات الدراجات الإحترافية (الإنجليزية)
- لورين هال على موقع نسبة الدراجات (الإنجليزية)